# ژان دسپو
ژان دسپو (انگلیسی: Jean Despeaux; ۲۲ اکتبر ۱۹۱۵ – ۲۵ مهٔ ۱۹۸۹) بوکسور، و هنرپیشه اهل فرانسه بود.
از فیلم‌ها یا برنامه‌های تلویزیونی که وی در آن نقش داشته‌است می‌توان به منون اشاره کرد.